# Obwodnica śródmiejska Lublina
Śródmiejska obwodnica Lublina – jedna z trzech koncentrycznie położonych obwodnic miasta. W większości jest dwujezdniowa. Oddana została do użytku w 2017 r.
Obwodnica ma na celu zmniejszenie ruchu samochodowego na wąskich ulicach w centrum miasta. Trasa ma ponad 8 km długości.

## Plan i przebieg
Koncepcja obwodnicy śródmiejskiej narodziła się w latach 2006–2010. W 2012 powstał projekt zakładający m.in. zwiększenie roli komunikacji miejskiej, zamknięcie niektórych ulic dla ruchu kołowego i zwężenie al. Solidarności. Przyjęto, że obwodnica śródmiejska będzie przebiegać od ronda Dmowskiego ulicami: al. Tysiąclecia, al. Solidarności, ul. J. Poniatowskiego, ul. J. Sowińskiego, ul. Głęboką, ul. Muzyczną, ul. Stadionową, ul. Lubelskiego Lipca '80 i al. Unii Lubelskiej. Przebiega przez dzielnice: Śródmieście, Stare Miasto, Wieniawa i Za Cukrownią.
W maju 2017 roku ukończono ostatni element obwodnicy, czyli Most 700-lecia Lublina.